# ヨーロッパ (バンド)
ヨーロッパ（英語: EUROPE）は、スウェーデン出身のハードロック・バンド。
"The Final Countdown"（1986年）の世界的なヒットで知られ、北欧メタルの始祖ともいわれる。1992年から長期にわたり活動を休止するが、2003年から再始動を果たした。

## 音楽的特徴
北欧メタルの始祖的存在として位置づけられ、メロディアスな旋律とハイトーン・ヴォーカルを最大の特徴とするバンドである。特に初期の作品にはこうした色合いが強く、キーボードを盛り込んだ叙情的なメロディは数々のハードロック、ヘヴィメタルバンドに大きな影響を与えた。
「The Final Countdown」はEUROPEの最大のヒット作となり、日本でもスズキ・カルタスのCMソングとしてヒットした。大ヒットした後の作品に多大な期待が高まる中、次作『Out of this world』を製作。曲調がポップになったことによって賛否両論を呼ぶ。次に発売された5thアルバム『Prisoners in Paradise』は彼らのメロディ創造能力を極限まで開花させた作品となったが、プロデューサーがヴォーカルを前面に押し出しすぎEUROPE独特のサウンドを失ってしまう。
その後バンドは休憩が必要だと言い残し長い間活動を休止する。各メンバーがバンドを結成したり、ソロ活動をしたりしていた。その後2003年に活動を再開。

## 概要・略歴

### 最盛期から活動休止まで（1979年 - 1992年）
1979年に、ジョーイ・テンペスト (Vo)、ジョン・ノーラム (Gt)、ジョン・レヴィン (Ba)、トニー・レノ (Dr)らによって結成される。当時はフォース (FORCE)と名乗っていた。
1982年、フォースはスウェーデンの4000バンドあまりが出場したコンテストで優勝、ジョーイはベストヴォーカル、ジョンはベストギタリスト賞に選ばれる。また、このコンテスト優勝がきっかけでレコード契約を獲得し、バンド名をヨーロッパ (EUROPE)に改名。
1983年、1stアルバム『幻想交響詩』でメジャーデビュー。バンドの本国スウェーデンで8位にランクインする。
1984年、2ndアルバム『明日への翼』をリリース。日本でアルバムチャートの24位とヒットする。このころドラマーのトニー・レノが脱退、後任にイアン・ホーグランド (Ds)が、さらにキーボーディストにミック・ミカエリ (Key)が加入。
1986年、3rdアルバム『ファイナル・カウントダウン』をリリース。同作は全米最高8位まで上り詰め全米のみで300万枚、世界650万枚の売り上げを記録する大ヒットとなり、シングル「ファイナル・カウントダウン」は25カ国のシングルチャートで1位を獲得（日本でもオリコン洋楽シングルチャートで1987年4月13日付の1位を獲得）、全世界780万枚の売り上げを記録し、EUROPEの名前は世界に知れ渡るようになる。一方で、音楽性のポップ化が進行し、さらに「音楽以外の仕事」（アイドル的なテレビ出演など）が増えるようになり、それに疑問を感じたジョン・ノーラムが脱退。後任にキー・マルセロが迎えられた。実はこのアルバムが出る前からBon JoviはEUROPEのことをライバル視していた。日本のある雑誌でインタビューを受けた際「日本におけるEUROPEの人気はどうなの？」と聞いたというエピソードがある。
1988年、4thアルバム『アウト・オブ・ディス・ワールド』をリリース。全米では最高19位、100万枚の売り上げを記録した。これによりABBA以来の2作連続で全米トップ20入りを果たしたスウェーデン出身の音楽グループとなった。完成度の高いアルバムではあるが音楽性のポップ化はさらに推進された。同年11月26日にインド・ムンバイからツアーを開始。12月には来日を果たし、名古屋、東京、大阪、横浜の4都市計6公演をおこなった。ムンバイで6万人を動員するなど話題を呼び、ツアーは成功裏に終わった。

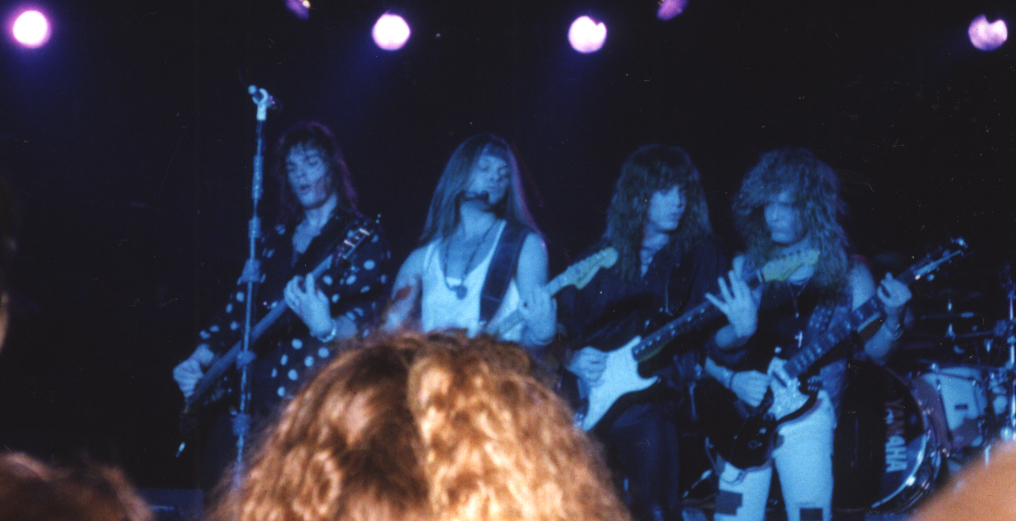
1990年代

1991年、5thアルバム『プリズナーズ・イン・パラダイス』をリリース。前作のポップ路線とは逆にハードロック路線への回帰を図ったが、アメリカナイズされた初期の音源との相違と北欧的な叙情メロディは後退した。セールス的にも失敗に終わり、この当時契約していたエピック・レコーズとの契約も解除されてしまう。
1992年、活動を停止する。理由は度重なるツアーに疲れたバンドが休みを取ろうとしたことによるが、これがあまりにも長期にわたり事実上の解散となる。

### 再始動〜以降（1999年, 2003年 - 現在）
1999年、12月31日にスウェーデンで一回限りの再結成ライヴとなる"The Final Countdown""Rock The Night"を披露。そこではじめてジョン・ノーラム、キー・マルセロによるツインギターが実現した。"The Final Countdown"ではハモリのソロ、"Rock The Night"では、交互にギターソロを担当し、互いのスポットを分け合った。しかし正式な再結成声明が出されたわけではなかった。このライブのとき再結成しないかとみんなで相談していたが、メンバーはみなソロ活動の契約があったためすぐにというわけにはいかなかった。そして再結成が果たされる2004年まで度々電話で話をしていた。時々ジョーイの家にも遊びに行って曲を作っていたこともあってメンバーは皆やる気満々だった。特にイアン・ホーグランドは「早く再結成しようぜ！」と毎回のように電話で話していたようだ。
2003年、『ファイナル・カウントダウン』発売当時のメンバーで再始動を果たし、翌2004年に13年ぶりの6thアルバム『スタート・フロム・ザ・ダーク』をリリース。このアルバムは従来の作品とは違ったヘヴィな曲ばかりになった。「俺たちは昔の殻を破ってこのサウンドにたどり着いたんだ」と言っていた。ほぼすべての曲を半音下げて歌っている。
2005年、約13年ぶりの来日公演が実現。

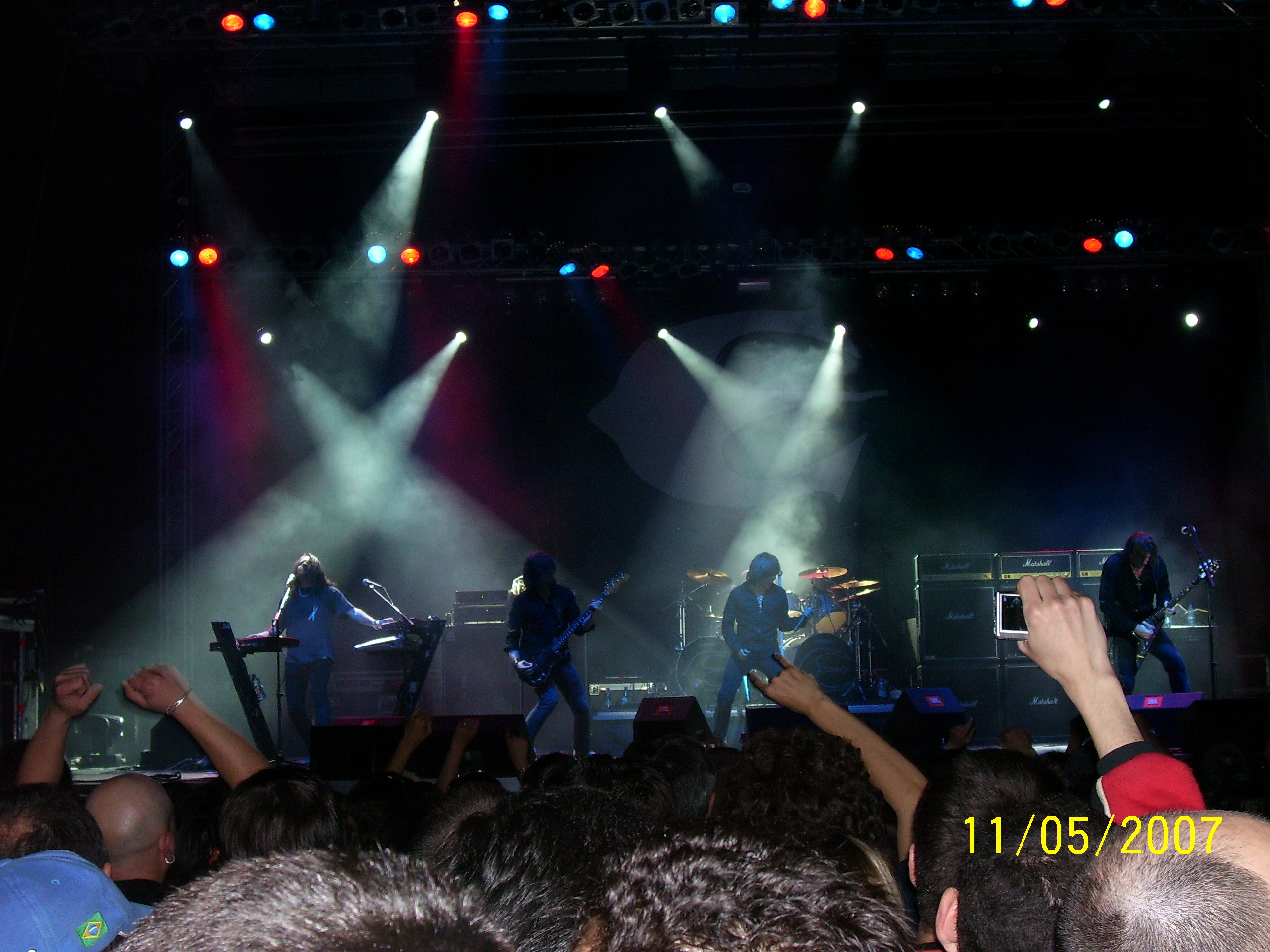
｢SECRET SOCIETY｣ ツアー(2007年)

2006年、7thアルバム『シークレット・ソサエティ』をリリース。翌2007年4月に ｢SECRET SOCIETY｣ ツアーで2年ぶりの来日公演。
2009年、8thアルバム『ラスト・ルック・アット・エデン』をリリース。
2012年、9thアルバム『バッグ・オブ・ボーンズ』をリリースし、翌2013年からデビュー30周年を大々的に企画。HR/HMフェス『LOUD PARK 13』出演にて来日。ライブDVD『LIVE AT SWEDEN ROCK - 30TH ANNIVERSARY SHOW』をリリース
2015年、来日公演を開催し、2ndアルバム『明日への翼』の完全再現ライブを実施。節目の10thアルバム『WAR OF KINGS』をリリース。
2016年、かつての大ヒットアルバム『ファイナル・カウントダウン』のリリース30周年を記念した、完全再現ライブツアーを企画。
2017年、11thアルバム『ウォーク・ジ・アース』を発表。
2019年、1stアルバム『幻想交響詩』、再始動後の6thアルバム『スタート・フロム・ザ・ダーク』』をフィーチャーした来日公演を開催。
2024年1月31日・2月1日・2日、2023年9月から開始した40周年記念ツアーの一環として、来日公演『THE TIME CAPSULE 40YEARS "EVENING WITH" JAPAN TOUR 2024』を大阪と東京（2日間）で開催。

## メンバー

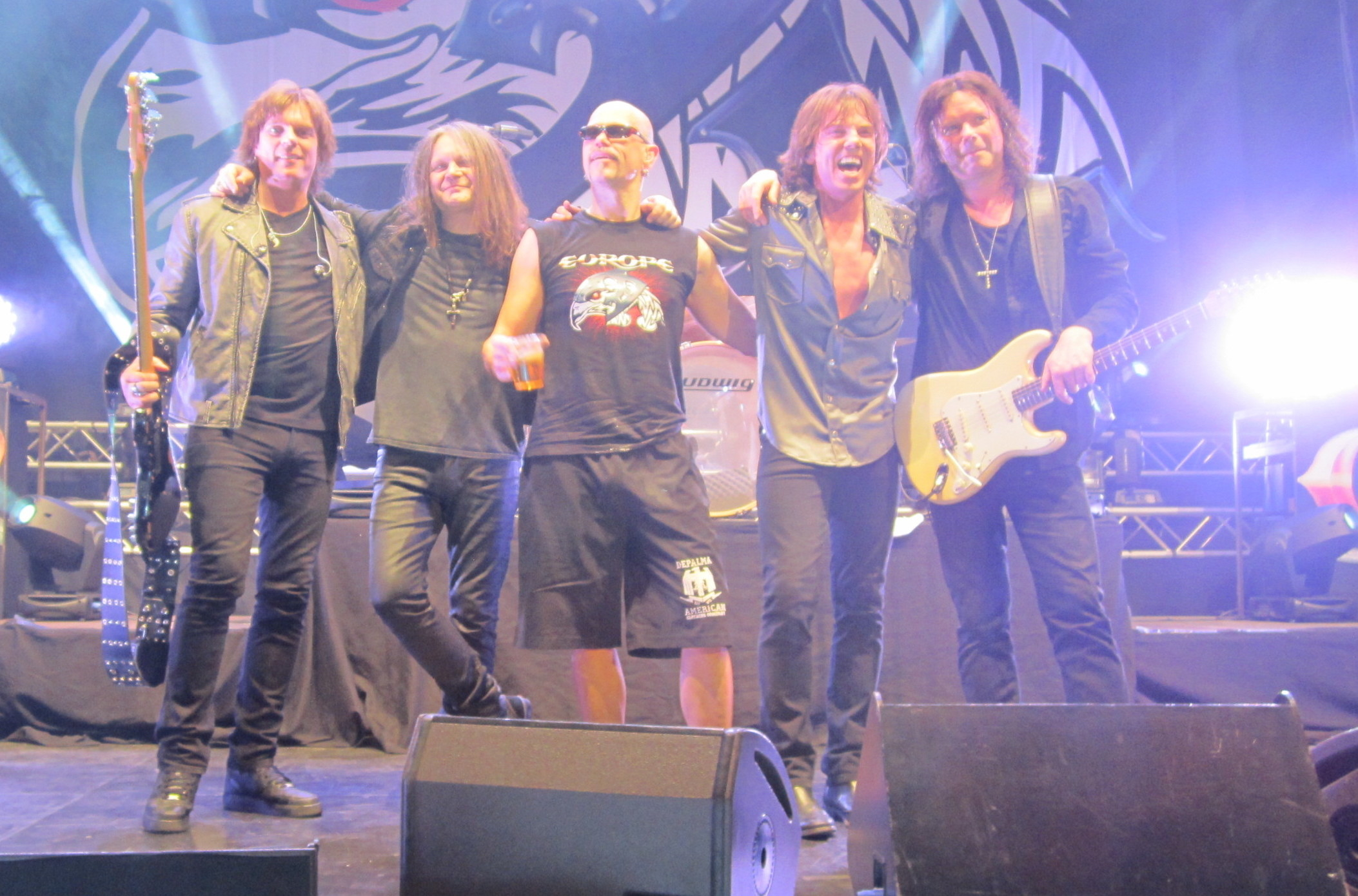
2014年のグループショット

### 現ラインナップ
- ジョーイ・テンペスト (Joey Tempest) － ヴォーカル/ギター (1979–1992, 1999, 2003– )：1963年8月19日生。
- ジョン・ノーラム (John Norum) － リードギター (1979–1986, 1999, 2003– )：1964年2月23日生。
- ジョン・レヴィン (John Leven) － ベース (1981–1992, 1999, 2003– )：1963年10月25日生。
- イアン・ホーグランド (Ian Haugland) － ドラムス (1984–1992, 1999, 2003– )：1964年8月13日生。
- ミック・ミカエリ (Mic Michaeli) － キーボード (1984–1992, 1999, 2003– )：1962年11月11日生。

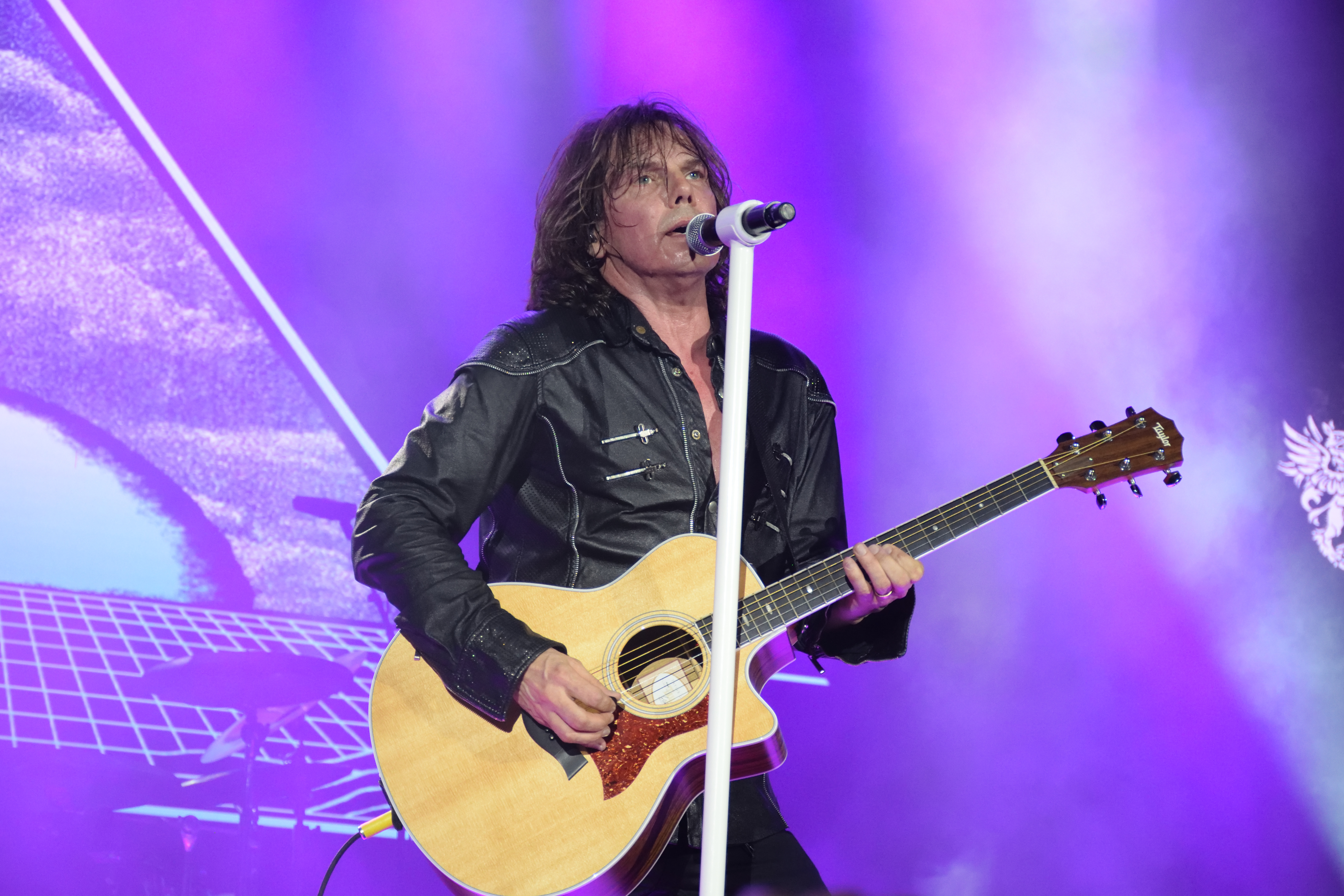
ジョーイ・テンペスト(Vo) 2018年
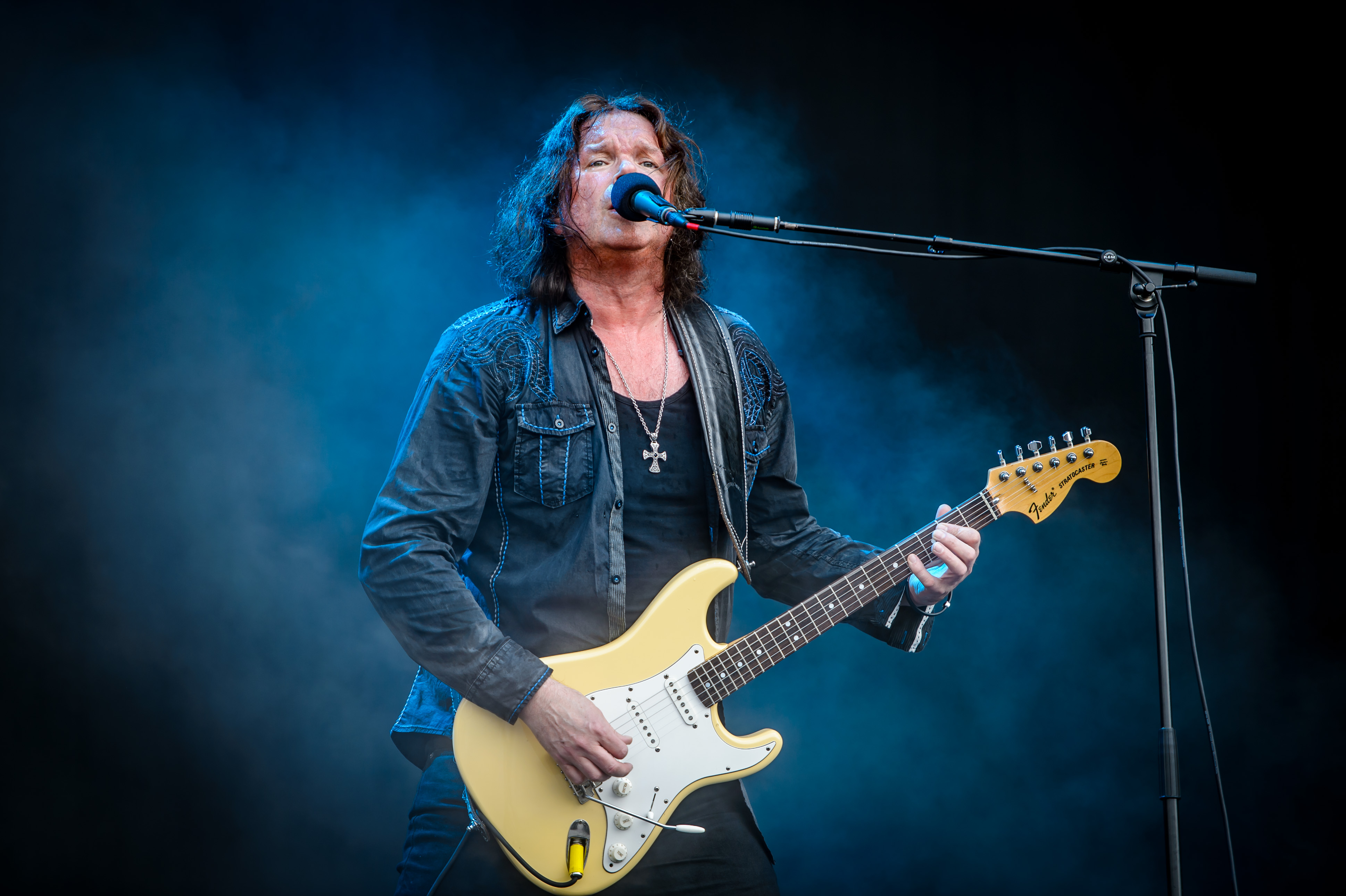
ジョン・ノーラム(G) 2017年
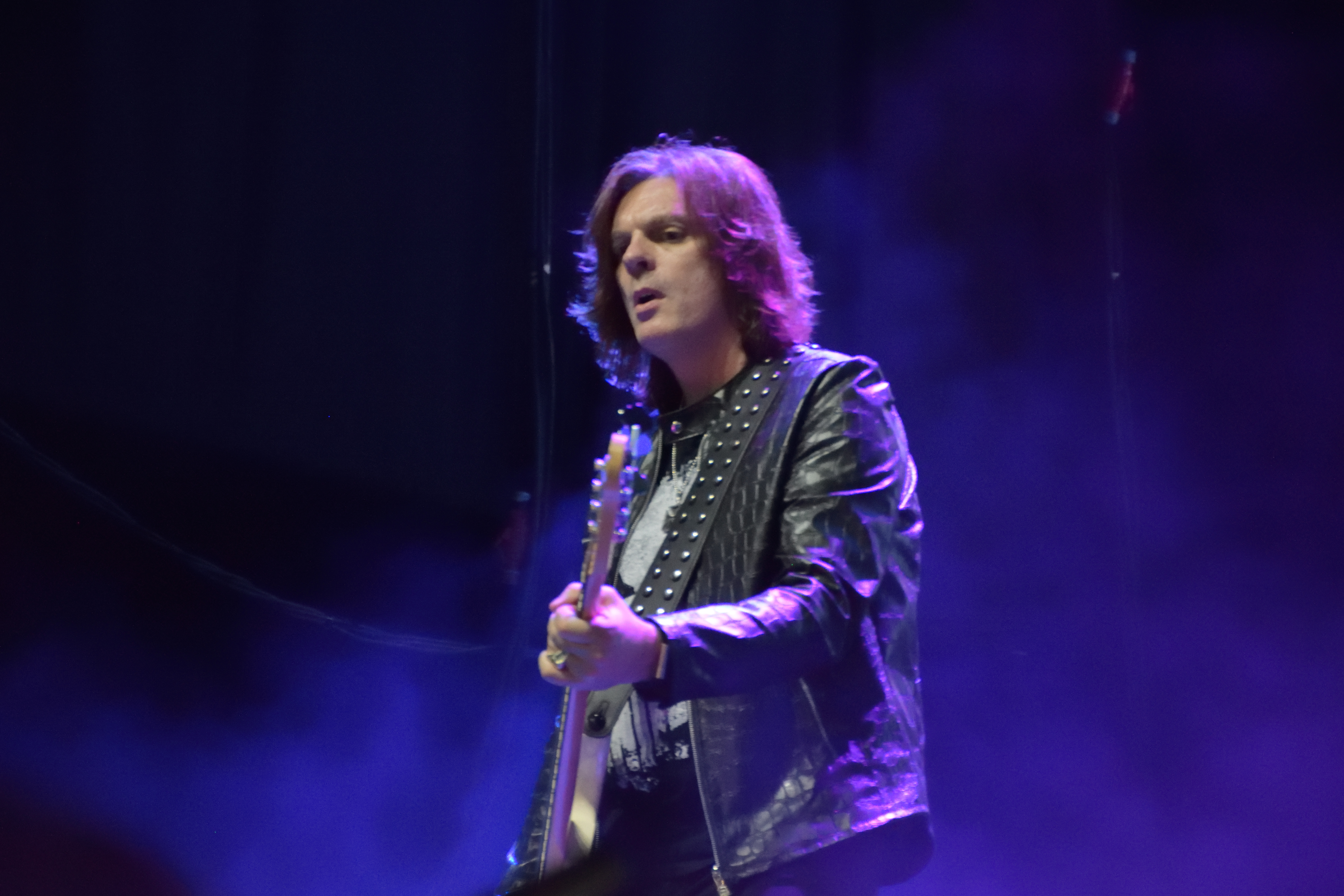
ジョン・レヴィン(B) 2018年
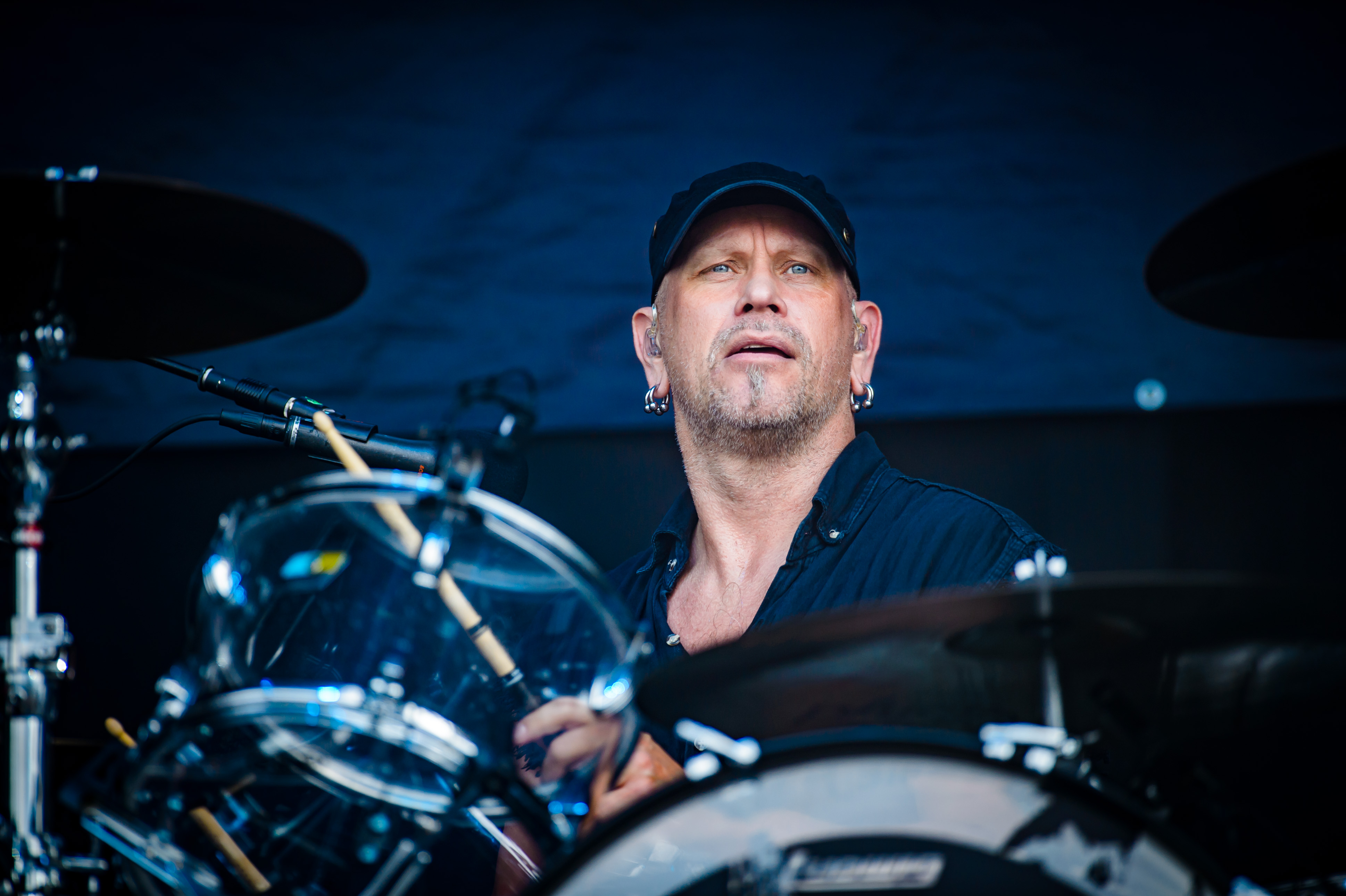
イアン・ホーグランド(Ds) 2017年
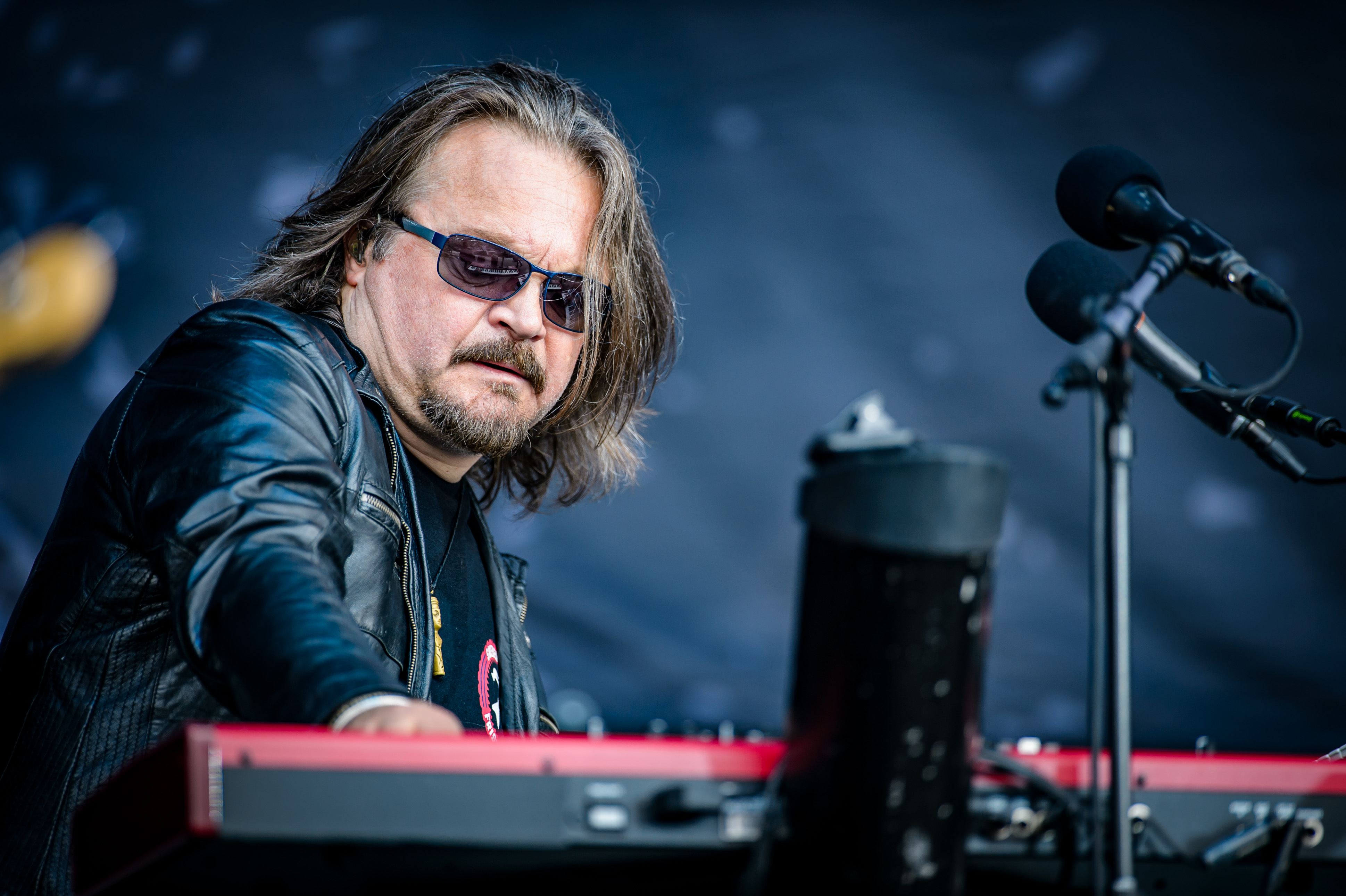
ミック・ミカエリ(Key) 2017年

### 旧メンバー
- キー・マルセロ (Kee Marcello) － ギター (1986–1992, 1999)：1960年2月20日生。
- ペーテル・オルソン (Peter Olsson) － ベース (1979–1981)

FORCE時代のみ在籍。
- マルセル・ヤコブ (Marcel Jacob) － ベース (1981)

2009年死去。FORCE時代のみ在籍。
- トニー・レノ (Tony Reno) － ドラムス (1979–1984)：1963年2月10日生。

## ディスコグラフィ

### スタジオ・アルバム
- 『幻想交響詩』 - Europe（1983年）
- 『明日への翼』 - Wings of Tomorrow（1984年）
- 『ファイナル・カウントダウン』 - The Final Countdown（1986年）
- 『アウト・オブ・ディス・ワールド』 - Out of This World（1988年）
- 『プリズナーズ・イン・パラダイス』 - Prisoners in Paradise（1991年）
- 『スタート・フロム・ザ・ダーク』 - Start from the Dark（2004年）
- 『シークレット・ソサエティ』 - Secret Society（2006年）
- 『ラスト・ルック・アット・エデン』 - Last Look at Eden（2009年）
- 『バッグ・オブ・ボーンズ』 - Bag of Bones（2012年）
- 『ウォー・オヴ・キングス』 - War of Kings（2015年）
- 『ウォーク・ジ・アース』 - Walk the Earth（2017年）

### ライブ・アルバム
- 『ライヴ・イン・ストックホルム』 - The Final Countdown Tour 1986（1986年）※日本独自企画盤
- Extended Versions（1986年）
- Almost Unplugged（2008年）
- 『ライヴ！アット・シェパーズ・ブッシュ、ロンドン』 - Live! At Shepherd's Bush, London（2011年）※日本盤はDVD＋CD
- Live Look at Eden（2011年）※CD＋DVD
- Live at Sweden Rock – 30th Anniversary Show（2013年）

### コンピレーション・アルバム
- 『1982-1992』 - 1982-1992（1992年）
- 『1982-2000』 - 1982-2000（1999年、日本盤は2000年）
- 『ロック・ザ・ナイト〜ヴェリー・ベスト・オブ・ヨーロッパ』 - Rock the Night: The Very Best of Europe（2004年）